# Bad Bentheim
Bad Bentheim város Németországban, Alsó-Szászországban, Grafschaft Bentheim járásban. Lakosainak száma 16 321 fő (2023. december 31.).

## Történelme
Bentheim írott forrásban elsőként 1050-ben tűnik fel Binithem nevén.

## Látnivalók

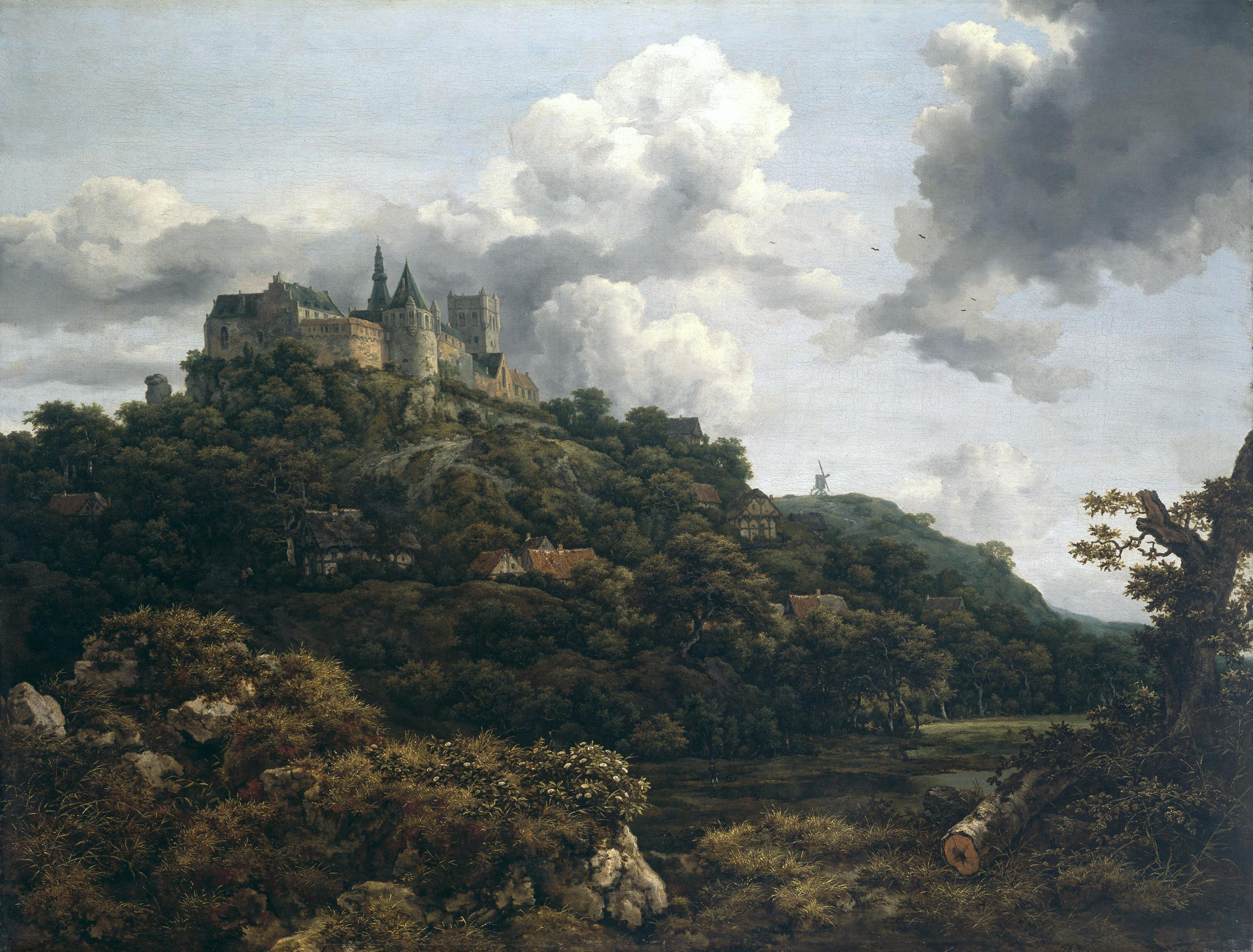
Jacob van Ruisdael: Bentheim kastélyának látképe, 1653 körül (a hegyet a festő gondolta hozzá...)

## Földrajza
Bad Bentheim Losser, Isterberg és Quendorf községekkel határos.

## Testvértelepülések
- Assen
- Wolkenstein